# Arisaema sinii
Arisaema sinii är en kallaväxtart som beskrevs av Kurt Krause. Arisaema sinii ingår i släktet Arisaema och familjen kallaväxter. Inga underarter finns listade.